# Kliment Kolesnikov
Kliment Kolesnikov (Климент Андреевич Колесников; nar. 9. července 2000) je ruský plavec. Získal světové juniorské rekordy v osmi disciplínách: 50/100/200 znak na dlouhém bazénu, 200 m volný způsob, 50/100/200 znak a 100 polohový závod na krátkém bazénu.
Debutoval na Mistrovství světa v plaveckých sportech 2017, kde soutěžil ve třech disciplínách na znak a vytvořil dva světové juniorské rekordy. V prosinci 2017 vytvořil světový rekord na krátkém bazénu v závodě na 100 metrů znak v závodě Vladimir Salnikov Cup, čímž se stal prvním plavcem narozeným v roce 2000, který drží světový rekord v individuální disciplíně.
Na Mistrovství Evropy 2018 získal celkem šest medailí (3 zlaté, 2 stříbrné a 1 bronzovou) a vytvořil nový světový rekord na 50 metrů znak.
Na Letních olympijských hrách mládeže 2018 byl Kolesnikov vybrán jako vlajkonoš Ruska. Získal tam celkem šest zlatých medailí.
Na Mistrovství Ruska 2023, které se konalo v dubnu na dlouhém bazénu v Paláci vodních sportů v Kazani, získal Kolesnikov zlatou medaili v závodě na 100 metrů znak s časem 52.54 sekund. Ve finálové části čtvrtého dne nejprve získal zlatou medaili v závodě na 50 metrů znak s časem 24.12 sekund, poté přibližně o 75 minut později získal zlatou medaili v závodě na 50 metrů volný způsob s časem 21.91 sekund. V šestém a posledním dni získal bronzovou medaili v závodě na 100 metrů volný způsob s časem 48.54 sekund a zlatou medaili jako člen moskevského štafetového týmu, který dokončil polohový závod na 4×100 metrů v čase 3:30.10.